# Alukah
Alukah ist ein in der Hebräischen Bibel erwähntes Wesen, das eine gewisse Bekanntheit dadurch erlangt hat, dass es als eine von 999 Frauen ausgewählt und in das Kunstwerk The Dinner Party (1974–1979) von Judy Chicago integriert wurde.

## Hebräische Bibel
Es handelt sich bei hebräisch עלוקה ‘ǎlûqāh (fem.) um ein Wort, das innerhalb des Tanach nur einmal vorkommt, und zwar in Spr 30,15 . Ein solches Hapax legomenon wird standardmäßig dadurch erklärt, dass innerhalb der semitischen Sprachen verwandte Wörter gesucht werden. Der Befund ist im Fall von ‘ǎlûqāh eindeutig; das Wort ist gemeinsemitisch (akkadisch ilqu, arabisch ʿalaq, äthiopisch ʿalaqt, Tigrē ʿaläq, jüdisch-aramäisch ‘ǎlûqtā, syrisch ʿelaqtā) und bezeichnet den Blutegel (Hirudo medicinalis oder Limnatis nilotica). Die Wurzel ʿ-l-q begegnet z. B. in Arabisch ʿaliqa „hängen, haften.“
In der Hebräischen Bibel gelten verschiedene Tiere als unheimlich, vor allem sind dies Tierarten, die in der Wüste oder in Ruinen leben. Es wird erwogen, ob auch der Blutegel zu diesen „dämonisch qualifizierte[n] Tiere[n]“ gehört.

## Forschungsgeschichte
Von der gleichen Wurzel ʿ-l-q ist der arabische Name einer Dämonin abgeleitet: ʿAlūq, ʿAulaq. Julius Wellhausen schlug vor, dass der Name dieser Dämonin in Spr 30,15 als hebräisch עלוקה ‘ǎlûqāh begegne. Er reihte sie unter die Spukgestalten ein, die in der Wüste schwirren und wispern. Eric Burrows interpretierte ʿAlūq, ʿAulaq als eine Art Vampir: im modernen Iraq verstehe man darunter ein katzenähnliches Wesen, das auf Friedhöfen spuke und dort das Blut von Leichen sauge. In der sumerischen Dämonologie hat der Dämon Lil zwei „Mädchen“; womöglich, so Burrows, seien die zwei Töchter von ‘ǎlûqāh ebenfalls als Succubae zu verstehen. André Dupont-Sommer übernahm diese Meinung und ordnete ‘ǎlûqāh in die Gruppe der Dämonen Asasel, Lilit und Asmodai ein.
J. J. Gluck schlug ein ganz anderes Textverständnis vor. Es sei überhaupt kein Blutegel oder blutegel-artiger Dämon gemeint. Er verwies auf Arabisch ʿalaʾqah „Beziehung, Liebe“; hebräisch עלוקה ‘ǎlûqāh sei die erotische Leidenschaft, die in Spr 30,15 als unersättlich gekennzeichnet werde. Eine Bestätigung hierfür fand er in der antiken Übersetzung ins Griechische (Septuaginta), in der Spr 30,15 folgenden Wortlaut hat: „Dem Blutegel waren drei Töchter, mit Liebe geliebt, und diese drei haben sie nicht erfüllt, und die vierte fand kein Genügen, um zu sagen: «Es reicht».“
Helmer Ringgren schloss sich in seinem ATD-Kommentar zum biblischen Buch der Sprüche J. M. Grintz an, der vorgeschlagen hatte, Aluka als Eigenname einer weisen Persönlichkeit zu verstehen, die die auf Spr 31,15 folgenden fünf Zahlensprüche verfasst habe.
Magne Sæbø fasst in der Neubearbeitung des ATD-Kommentars den Diskussionsstand 2012 so zusammen: Die Mehrheit der Exegeten versteht hebräisch עלוקה ‘ǎlûqāh als Gattungsnamen „Blutegel“, eine Minderheit sieht darin wie Grintz und Ringgren einen Eigennamen bzw. eine Verfasserpersönlichkeit.